# Federació de l'Art Fabril de Catalunya
Federació de l'Art Fabril de Catalunya fou una federació sindical creada a Badalona entre el 15 i el 17 d'agost de 1903 en un congrés convocat per la Societat Fabril de Badalona d'acord amb altres entitats de la costa de llevant, pla de Barcelona i de l'alta muntanya, seccions escindides de la Federació de les Tres Classes de Vapor. Després de la convocatòria publicada per La Guerra Social del 18 de juliol de 1903, se celebrà el congrés amb assistència de representants de Badalona, Barcelona, Calella, Mataró, Roda de Ter, Sant Hipòlit de Voltregà, Sabadell, Terrassa i Valls. Endemés, es prengué l'acord de fer extensiva l'organització a tot Espanya, tan bon punt fos possible. A finals de maig de 1909, en una assemblea celebrada a Barcelona es va decidir crear la Federació Espanyola de l'Art Fabril. El Comitè Central de la Federació el van formar: Pere Mestres, president, Joan Vidal Sirera vicepresident, Manuel Torres secretari, Jaume Badia vice-secretari, J. Cuixart, Agustí Caralt i Joan Fortuny, vocals.